# Question!
Pour les articles homonymes, voir Question (homonymie).
Question! est un single et une chanson du groupe de rock américain System of a Down, tiré de l'album Mezmerize, sorti le 17 mai 2005. C'est la piste 8 de l'album.